# Gédéon Geismar
Pour les articles homonymes, voir Geismar.
Gédéon Geismar, né le 10 janvier 1863 à Dambach-la-Ville (Bas-Rhin) et mort le 28 juin 1931 à Paris, est un officier français, général de brigade pendant la Première Guerre mondiale. Issu d'une famille juive d'Alsace, il participe dans les années 1920 au mouvement sioniste en France et est notamment le premier président du Fonds national juif et le président des éclaireurs israélites de France. 
C'est un oncle de Léon Geismar et de Max Hymans.

## Origines familiales et famille
Il est le fils de Marx Geismar, né à Grussenheim (Haut-Rhin) et mort à Dambach (le nom actuel de Dambach-la-Ville date de 1924) en 1898. et de Jeanne Léopold, née à Pfaffenhoffen et morte à Paris.
Il a deux neveux notables : 
- Léon Geismar, gouverneur général des colonies ;
- Max Hymans (1900-1961), fils de sa sœur Sarah, président d'Air France de 1948 à 1961[3];

Le 16 octobre 1903, il épouse Marthe Léa Lévy, née à Paris le 22 septembre 1876 et morte à Paris. Ils auront trois enfants :
- Yvonne Geismar, née à Lille le 31 juillet 1904 et morte à Paris le 20 avril 1989, avocat à la Cour, maire-adjoint du 15e arrondissement de Paris.[3]
- Jean Geismar, né à Verdun le 16 janvier 1907 et mort à Paris le 16 juillet 1978.[3].

### Formation
Il fréquente d'abord la petite école (école primaire) israélite de Dambach jusqu'en 1874. En 1871, l'Alsace est annexée par l'Allemagne (traité de Francfort) et devient une partie du Reichsland Elsass-Lothringen. L'enseignement est désormais donné en allemand et en hébreu. 
« Pour qu'il soit français », son père l'envoie faire ses études secondaires au lycée de Belfort, qu'il fréquente jusqu'en 1882.   
Le 1er novembre 1883, il est admis à l'École Polytechnique au rang de 98e[réf. nécessaire]. À sa sortie, il choisit l'arme de l'artillerie.
Gédéon Geismar reçoit de sa famille une éducation religieuse et conservera toujours la pratique de la religion juive. refusant de prendre garnison dans les villes dépourvues de synagogue. Il transmettra ce sentiment à ses deux enfants qui seront l'un et l'autre administrateur d'une synagogue, mais pas toujours du même courant que leur père, puisque Jean Geismar a été administrateur de l'Union libérale israélite de France.

### Carrière militaire

#### 1885-1914
- Le 1er octobre 1885, il rejoint comme sous-lieutenant l'École d'application de l'artillerie et du génie à Versailles(EAAG)[2].
- Le 1er octobre 1887, il est promu lieutenant au 5e régiment d'artillerie[2].
- Le 1er octobre 1894, il devient capitaine au 2e bataillon d'artillerie à pied[2].
- En 1897, il fait un stage à l'École de guerre et obtient en novembre 1897 le brevet d'état-major[2].
- Le 24 juin 1905, il est nommé chef d'escadron au 40e régiment d'artillerie[4].
- En 1907, il est affecté à l'état-major du 3e corps d'artillerie à Rouen, dont il devient le chef en 1911 avec le grade de lieutenant-colonel[4].

#### Première Guerre mondiale
- En 1915, il commande le 44e régiment d'artillerie[4].
- Le 5 mai 1915, il est promu colonel[4].
- Le 7 février 1918, il est promu général de brigade[4].
- En 1918, il commande la brigade d'artillerie du 21e corps d'armée à Strasbourg[4].

#### Après-guerre
Il prend sa retraite en janvier 1923, âgé de 60 ans. 

### Action en faveur de la renaissance d'un État juif
Il se consacre ensuite avec André Spire au développement du Keren Hayessod (Fonds de reconstruction), créé en France en 1922, puis devient président d'honneur de la Commission centrale du Fonds national juif (Keren Kayemeth Leisrael). Grâce à sa connaissance de l’hébreu, il peut lire la presse de la Palestine mandataire et se tient informé des réalisations et des besoins. 
Il siège au comité directeur de France-Palestine, fondée en 1926 par Joseph Paul-Boncour et Justin Godart. Le collège des présidents d'honneur comprend : Édouard Herriot, Paul Painlevé, Jules Cambon, ambassadeur de France et ancien secrétaire général du Quai d’Orsay, Aristide Briand, ancien président du Conseil et ministre des Affaires étrangères, Raymond Poincaré, Alexandre Barthou, enfin Gaston Doumergue, président de la République lui-même. Le secrétaire général est le poète Henri Hertz. Cette abondance d'hommes politiques français s'explique par la croyance que la révolte syrienne de 1925 était soutenue en sous-main par les Anglais[réf. nécessaire]. 
En 1927, il est élu membre du Comité directeur de la Fédération sioniste de France, où il représente le « bloc sioniste général », c'est-à-dire le courant centriste. Il souhaite représenter la France au XVe congrès sioniste de 1927, mais il est battu par Léonce Berheim du « Mouvement sioniste français », c'est-à-dire les Français par opposition aux immigrés[réf. nécessaire]. Il participe en 1928 à la création de la Chambre de commerce franco-palestinienne. Toujours en 1928, il accepte la présidence des Éclaireuses et éclaireurs israélites de France (EEIF).

### Mort et funérailles
Le général Geismar meurt le 28 juin 1931, rue Alphonse-Daudet[réf. souhaitée] dans le 14e arrondissement de Paris. 
il est enterré au cimetière de Montmartre[réf. souhaitée].

## Distinctions
- Commandeur de la Légion d'honneur (29 décembre 1922)[4]
- Croix de guerre 1914–1918 (citation à l'ordre de l'armée le 28 octobre 1915)[4]
- Officier d'académie

## Hommages
Une rue de Dambach-la-Ville porte le nom du général Geismar.

## Œuvres
- Instruction pour le service de l'observation dans l'artillerie à pied allemande. traduit et résumé par G. Geismar, publié en 1891.
- Instructions sur la direction du feu dans l'artillerie à pied allemande par G. Geismar, publié 1892.
- Tir de guerre exécuté par un détachement mixte du XIVe corps allemand, de G. Geismar, publié en 1893.
- Organisation des objectifs pour les écoles à feu de l'artillerie allemande par G. Geismar, publié en 1895.